# Siegfried Hanusch (Autor)
Siegfried Hanusch (* 16. April 1942 in Deutsch Prausnitz; † 28. August 2009) war ein deutscher Hörspiel- und Featureautor und Filmdramaturg.
Siegfried Hanusch wurde 1942 geboren und studierte in Leipzig Theaterwissenschaften. 1982 erhielt er für sein Stück Leben wie alle - Ilona E. erzählt ihre Geschichte den DDR-Hörspielpreis in der Kategorie „Sonderpreis der Kritiker“. Die Jury lobte die Art des O-Ton-Einsatzes. Leben wie alle wurde innerhalb der Reihe Tatbestand produziert, die unter fachlicher Mitarbeit von Staatsanwälten beim Generalstaatsanwalt der DDR entstand.
Weiterhin war Hanusch als Dramaturg und Autor an der Produktion mehrerer Dokumentarfilme der DEFA beteiligt.
Beerdigt wurde Hanusch in seinem Heimatort Arnstadt.

## Werke
- Ewa – Ein Mädchen aus Witunia, Film Defa, Regisseure: Harry Hornig und Günter Jordan, Dramaturgie Siegfried Hanusch (DDR 1973)
- Angela Davis oder Der unaufhaltsame Prozeß. Feature zs. mit Robert Lumer. Musik: Tilo Medek. Regie: Albrecht Surkau. Prod.: Rundfunk der DDR, 1971. (Eine der ersten Stereo-Produktionen des DDR-Rundfunks.)[3]
- Kutscher und Solotänzer. Eine Originaltonsendung. Regie: Barbara Plensat. Prod.: Rundfunk der DDR, 1981. (Hörspiel)
- Tatbestand 20: Leben wie alle - Ilona E. erzählt ihre Geschichte (Hörspiel) DDR-Hörspielpreis, Sonderpreis der Kritiker 1982